# Vallés (Valencia)
Vallés ist eine Gemeinde (Municipio) mit 148 Einwohnern (Stand: 2024) in der spanischen Provinz Valencia. Sie befindet sich in der Comarca La Costera. 

## Geografie
Vallés liegt etwa 65 Kilometer südsüdwestlich von Valencia in einer Höhe von ca. 100 m. 

## Demografie
| 1900 | 1930 | 1950 | 1970 | 1981 | 1991 | 2001 | 2011 | 2021 |
| ---- | ---- | ---- | ---- | ---- | ---- | ---- | ---- | ---- |
| 268  | 278  | 247  | 174  | 133  | 99   | 100  | 167  | 152  |

## Sehenswürdigkeiten

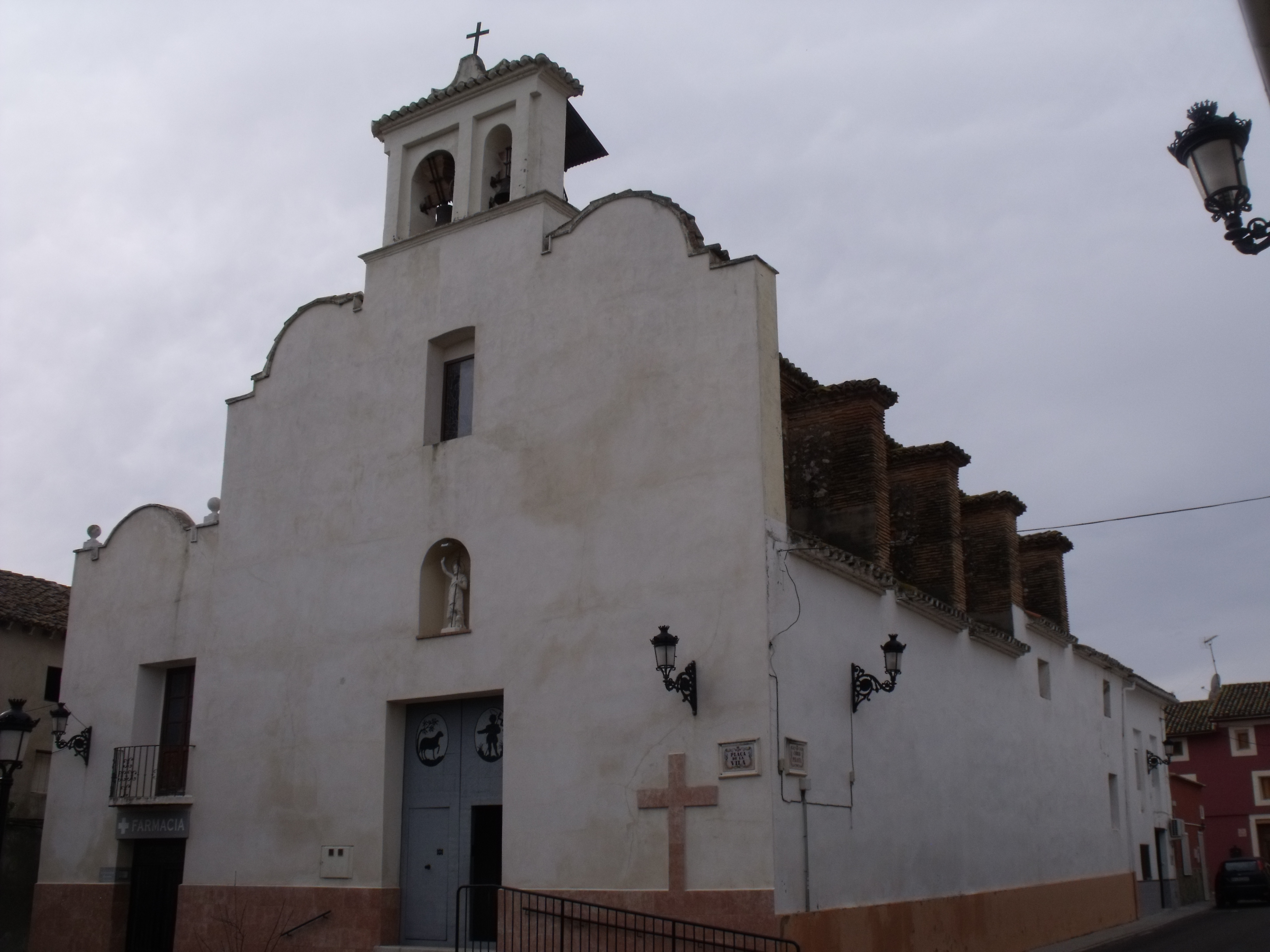
Johannes-der-Täufer-Kirche
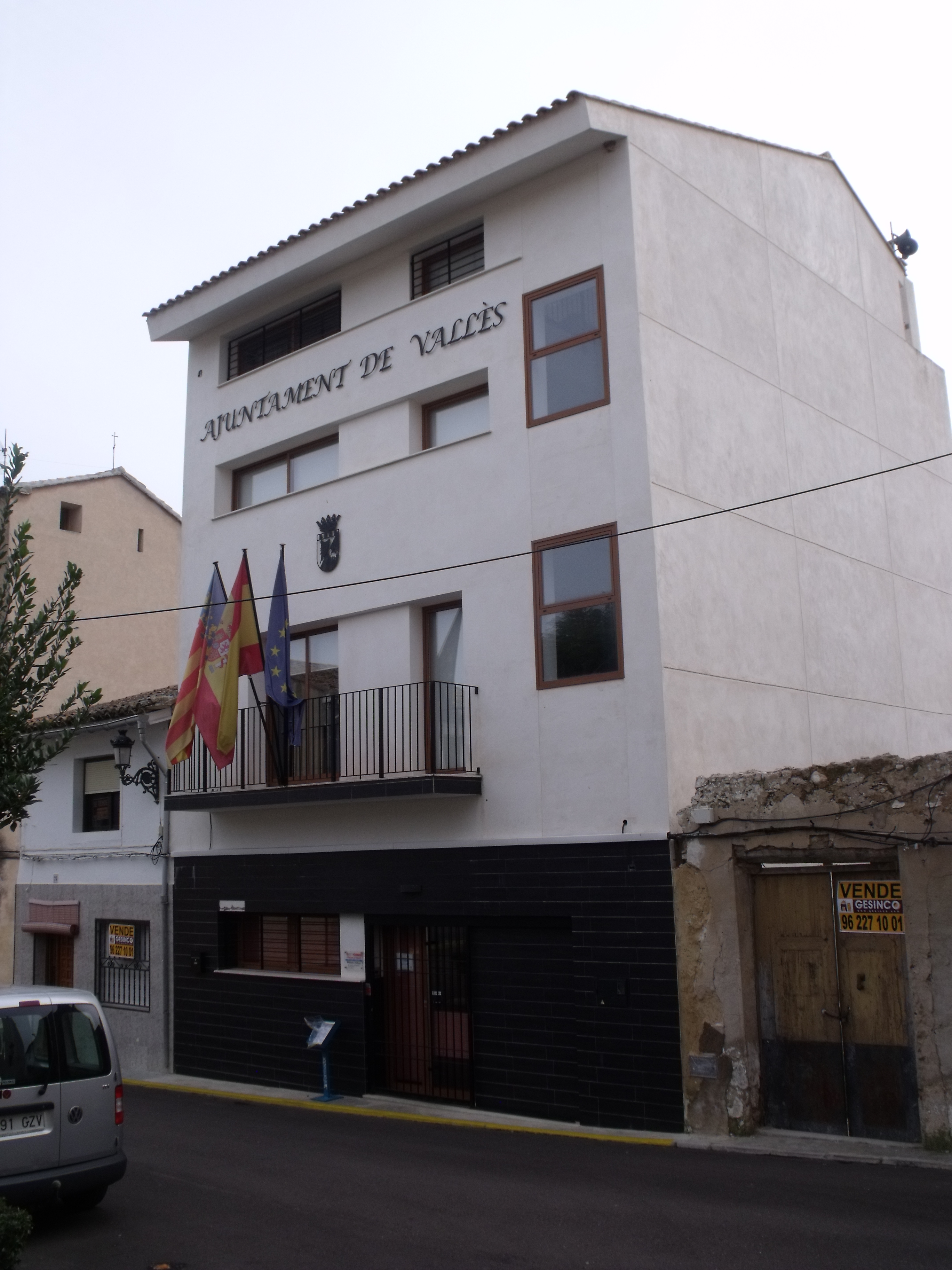
Rathaus

- Johannes-der-Täufer-Kirche
- Rathaus